# Żleb Śpiących Rycerzy

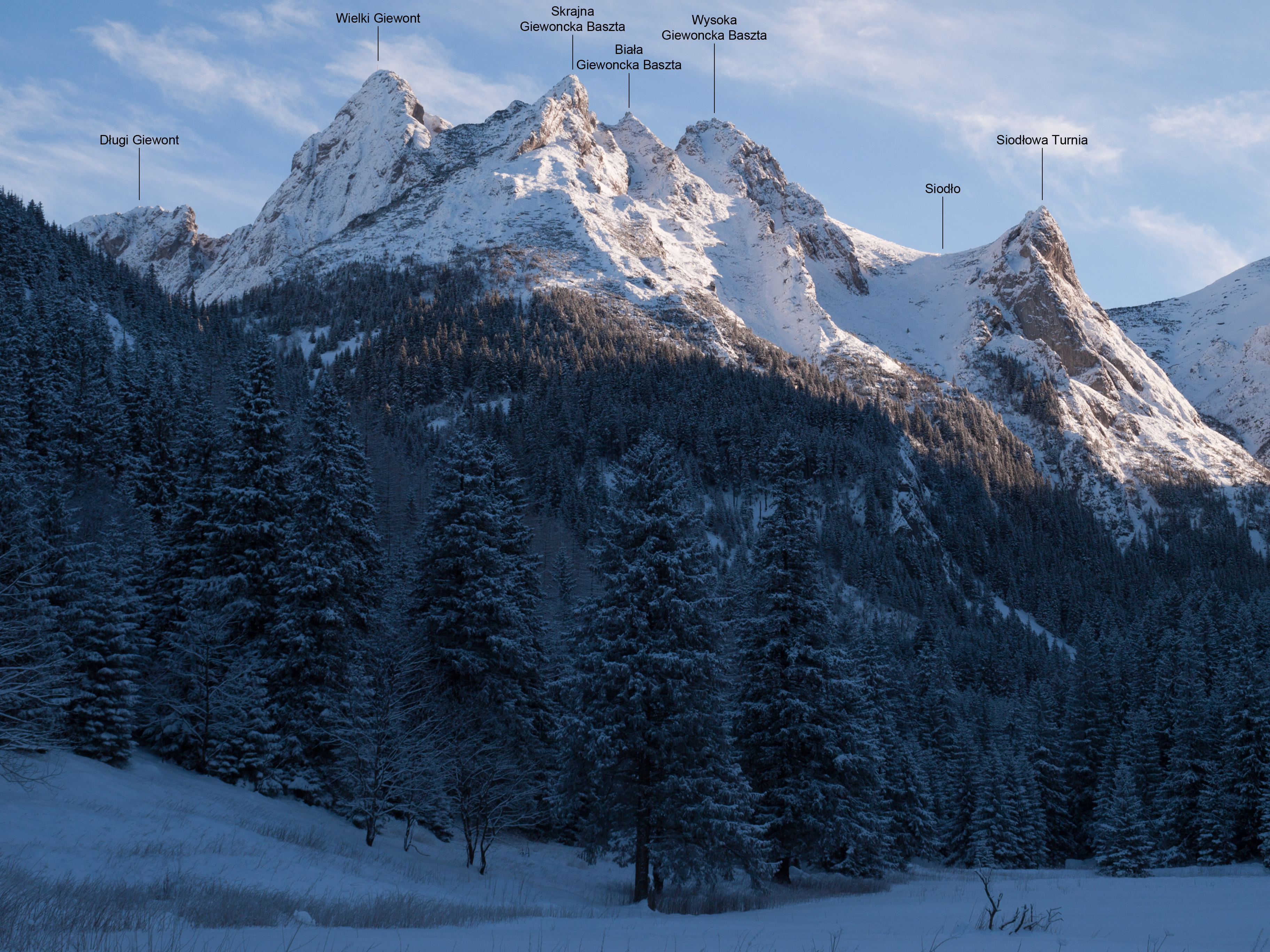
Widok z Doliny Małej Łąki

Żleb Śpiących Rycerzy – żleb opadający z Małego Giewontu w południowo-zachodnim kierunku do Doliny Małej Łąki. Ma wylot w lesie w Wyżniem. Jego dolny odcinek jest piarżysty. Około 200 m od wylotu znajduje się w żlebie przewieszony próg o wysokości około 40 m i szerokości 40 m. W dolnej części progu jest okap na kilka metrów wystający od pionu, górna część progu to skalno-trawiaste urwisko. Możliwe jest obejście progu na kilka sposobów. Podczas śnieżnej zimy cały próg mimo swojej wysokości jest zasypany śniegiem.
Lewe (patrząc od dołu) ograniczenie Żlebu Śpiących Rycerzy tworzy grzęda opadająca z Wysokiej Giewonckiej Baszty, prawe – Siodłowa Turnia. Czerwony szlak turystyczny przecina górną, trawiastą część żlebu.
W Żlebie Śpiących Rycerzy znajdują się otwory wlotowe dwóch jaskiń:
- pod wielkim okapem progu jest otwór Jaskini Śpiących Rycerzy,
- wyżej w żlebie jest otwór Jaskini Śpiących Rycerzy Wyżniej[1][2].